# 卡內洛內斯

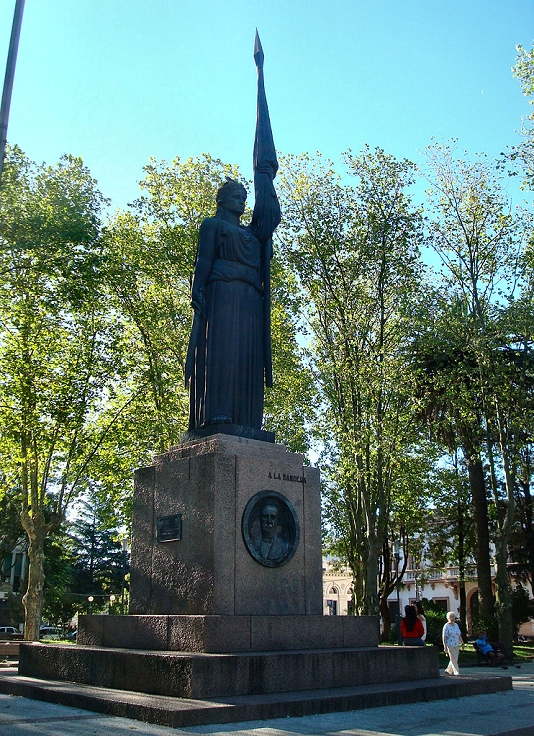

卡內洛內斯（西班牙語：Canelones）是烏拉圭的城市，也是卡內洛內斯省的首府，位於該國南部，距離首都蒙特維多46公里，始建於1782年6月10日，海拔高度31米，2010年人口25,961。

## 外部連結
- INE map of Canelones